# Catocala nana
Catocala nana är en fjärilsart som beskrevs av Wnukowsky 1935. Catocala nana ingår i släktet Catocala och familjen nattflyn. Inga underarter finns listade i Catalogue of Life.